# Götz von Berlichingen
Gottfried "Götz" von Berlichingen, även känd som "Götz med järnhanden" (tyska: mit der eisernen Hand), född omkring 1480 i Jagsthausen, död 23 juli 1563 på Burg Hornberg, Neckarzimmern, var en tysk krigare.

## Biografi
Götz von Berlichingen kom 1494 som page till sin fars kusin, Konrad von Berlichingen, och efter dennes död till markgreven Fredrik II av Brandenburg-Ansbach. Han deltog i denna tid i många fejder mellan tyska furstar och städer. Vid en belägring av Landshut 1504 förlorade han sin högra hand, som ersattes genom en med konstgjord mekanism-försedd järnhand. Järnhanden, som i sitt inre hade en invecklad mekanism med hakskivor och fjädrar, torde vara ett av de äldsta exemplen på konstgjorda extremiteter. Med dess hjälp förde han en mängd strider mot Nürnberg, Köln 1508, Mainz 1515–1516 och flera andra städer. Han fick senare en ännu mer raffinerad snyggare protes med mer avancerad mekanisk struktur.
I ett krig mellan det Schwabiska förbundet och hertig Ulrich av Württemberg 1519 tog Berlichingen den senares parti, men blev troligtvis vid ett utfall från borgen Möckmühl tillfångatagen och frisläpptes inte förrän 1522. År 1525 blev han inblandad i det stora bondeupproret. Enligt egen utsago blev han av bönderna tvingad att överta ledningen av Odenwalds bondeuppbåd. Trots att han så snart som möjligt drog sig undan till sin borg, tog hans fiender tillfället och anklagade honom för delaktighet i kriget. Han hölls två år i fängelse i Augsburg och måste tillbringa de följande elva åren i en sorts internering på sitt slott Hornberg vid floden Neckar.
I kejsar Karl V:s tjänst deltog Berlichingen i kriget mot turkarna 1542 och i kriget mot Frankrike två år senare. Berlichingen efterlämnade en självbiografi, författad omkring 1560, som utgavs 1731 och som flera gånger blivit omtryckt. Den blev senare källan för Johann Wolfgang von Goethe skådespel Götz von Berlichingen mit der eisernen Hand, översatt "Götz von Berlichingen med järnhanden", vilken har populariserat hans liv. Senare tiders forskning har ifrågasatt uppgifterna i självbiografin, där han gör det bästa att framställa sig själv i bästa dager. Samtida dokument visar att han var en tämligen hänsynslös rovriddare, som tog den sida som lönade sig bäst och ägnade sig åt tämligen hänsynslös plundring.
Under andra världskriget uppkallades en tysk pansargrenadjärdivision ur Waffen-SS efter honom – 17. SS-Panzergrenadier-Division Götz von Berlichingen.

## Schwabisk hälsning

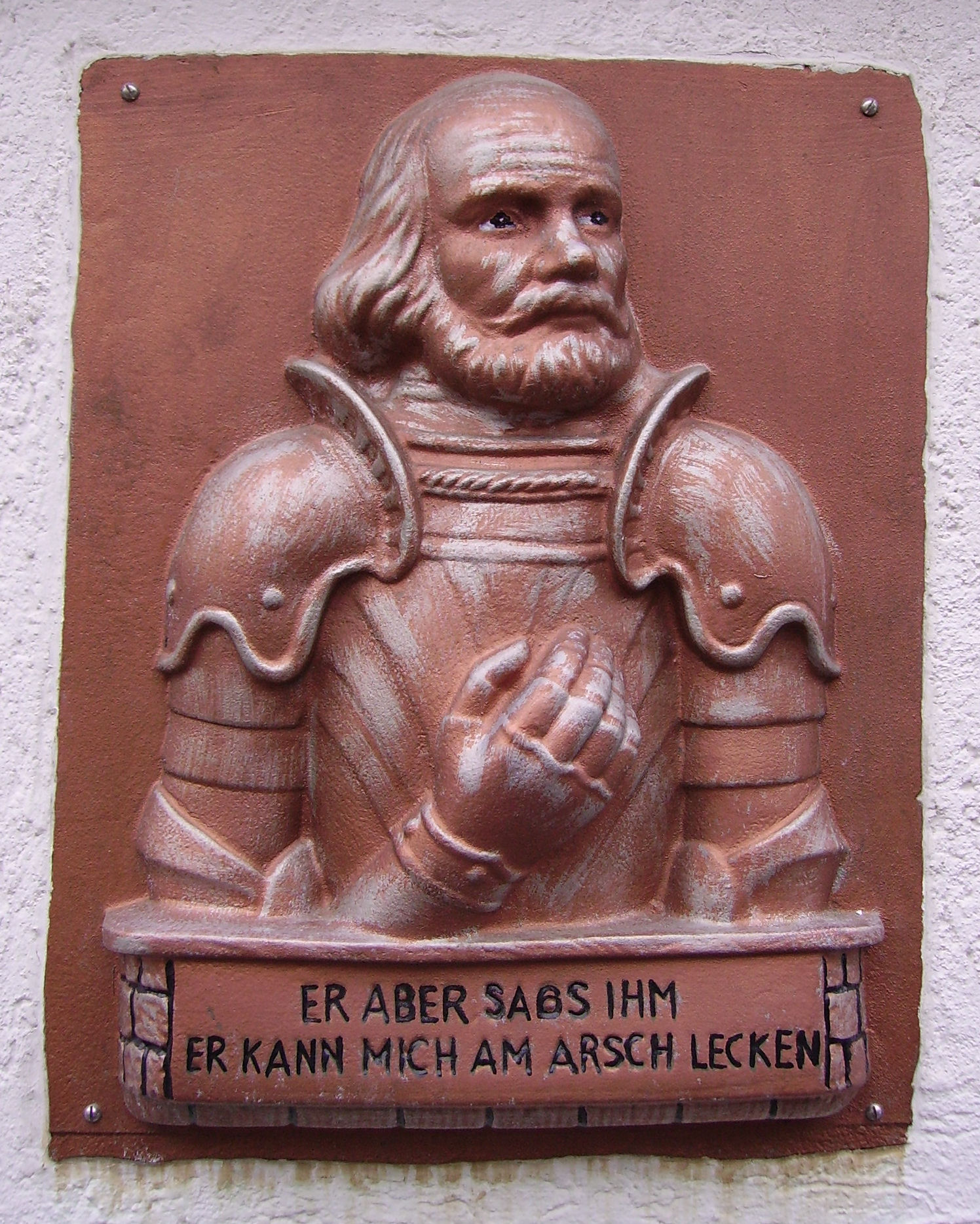
Plakett i Weisenheim am Sand föreställande Götz von Berlichingen med det berömda citatet från Goethes pjäs: ”Er aber, sag's ihm, er kann mich am Arsch lecken”.

Götz var känd för sitt förakt för auktoritet och sitt ökänt grova språk. När hans borg blivit belägrad av det Schwabiska förbundet ska han som svar på en personlig överlämningsbegäran ha uttryckt "slicka mig därbak" eller liknande (ungefär i betydelsen "dra åt helvete"), vilket Goethe formulerade som:
| ”             | Vor Ihro Kayserliche Majestät hab ich, wie immer schuldigen Respect. Er aber, sags ihm, er kann mich im Arsche lecken! Direktöversättning: "För ers kejserliga majestät har jag, som alltid, vederbörlig respekt. Han däremot, säg honom, han kan mig i arslet slicka!" Modern tolkning: "Säg åt ditt befäl, att jag hyser ständig vördnad för hans kejserliga majestät, men för hans egen del kan han slicka mig i arslet! | „ |
| – von Goethe, | |   |

Händelsen har kommit att popularisera namnet "schwabisk hälsning" för uttrycket (tyska: schwäbischer Gruß), vilket i sig har äldre aningar än Götz – jämför med anasyrma.
Moderna former råder från "kyss mig i röven" eller "kyss mig där bak" till grövre exempel (engelska: kiss my ass). I Schwaben har den schwabiska hälsningen en helt annan, vänligare, innebörd än den svenska moderna varianten.